# UEFA Futsal Championship 2018
Il campionato europeo di calcio a 5 2018 (ufficialmente UEFA Futsal Championship 2018) è stata l'11ª edizione del torneo e si è svolta in Slovenia.
Come l'ultima edizione, il torneo è stato disputato da 12 squadre divise in 4 gironi da 3 squadre: le prime due si sono qualificate ai quarti di finale, dove è iniziata la fase a eliminazione diretta.

## Qualificazioni
Il sorteggio delle qualificazioni si è svolto a Nyon, in Svizzera, il 21 ottobre 2016 alle ore 14:30.

## Fase finale

### Scelta della sede
Oltre alla Slovenia, altre due nazioni avevano fatto la loro candidatura per il torneo del 2018: la Repubblica di Macedonia e la Romania. La decisione finale è stata presa il 20 marzo 2012.

### Impianti
L'impianto proposto durante la candidatura è l'Arena Stožice di Lubiana.
| Impianto | Arena Stožice |
| Foto     |               |
| -------- | ------------- |
| Città    | Lubiana       |
| Capacità | 12.500        |

### Squadre qualificate
| Squadra     | Così dalle qualificazioni              | Precedenti apparizioni al torneo                           |
| ----------- | -------------------------------------- | ---------------------------------------------------------- |
| Slovenia    | Nazione ospitante                      | 2003, 2010, 2012, 2016                                     |
| Italia      | Vincitrice gruppo 1                    | 1996, 1999, 2001, 2003, 2005, 2007, 2010, 2012, 2014, 2016 |
| Azerbaigian | Vincitrice gruppo 2                    | 2010, 2012, 2014, 2016                                     |
| Ucraina     | Vincitrice gruppo 3                    | 1996, 2001, 2003, 2005, 2007, 2010, 2012, 2014, 2016       |
| Portogallo  | Vincitrice gruppo 4                    | 1999, 2003, 2005, 2007, 2010, 2012, 2014, 2016             |
| Spagna      | Vincitrice gruppo 5                    | 1996, 1999, 2001, 2003, 2005, 2007, 2010, 2012, 2014, 2016 |
| Kazakistan  | Vincitrice gruppo 6                    | 2016                                                       |
| Russia      | Vincitrice gruppo 7                    | 1996, 1999, 2001, 2003, 2005, 2007, 2010, 2012, 2014, 2016 |
| Francia     | Vincitrice spareggio di qualificazione | Prima partecipazione                                       |
| Polonia     | Vincitrice spareggio di qualificazione | 2001                                                       |
| Romania     | Vincitrice spareggio di qualificazione | 2007, 2012, 2014                                           |
| Serbia      | Vincitrice spareggio di qualificazione | 1999, 2007, 2010, 2012, 2016                               |

### Convocazioni
Ogni nazione deve presentare una squadra composta da 14 giocatori con un minimo di due portieri. Le convocazioni devono essere comunicate entro il 29 gennaio.

### Sorteggio dei gruppi
Il sorteggio si è svolto il 29 settembre 2017 a Lubiana presso il Castello di Lubiana, in Slovenia, alle 12:00 CEST. Le 12 squadre sono state suddivise in quattro gruppi di tre squadre. I padroni di casa della Slovenia sono stati assegnati alla posizione 1 del Gruppo A, mentre le restanti squadre sono state divise in base al coefficiente di ranking, tranne che i detentori del titolo, la Spagna, che è stata inserita automaticamente nell'urna 1.
Ogni gruppo conteneva una squadra dell'urna 1, una squadra dell'urna 2 e una squadra dell'urna 3. Per motivi politici, Russia e Ucraina non potevano essere pescate nello stesso gruppo o in gruppi in programma per la stessa giornata (a causa a un potenziale scontro di squadre e scontro di tifosi). Pertanto, se la Russia fosse stata inclusa nel Gruppo B, l'Ucraina doveva essere inclusa nel Gruppo C o D, e se la Russia fosse stata inserita nel Gruppo C o D, l'Ucraina doveva essere inclusa nel Gruppo A o B.
| Nazionale                  | Coefficiente | Ranking |
| -------------------------- | ------------ | ------- |
| Slovenia (ospitante)       | 6.389        | 7       |
| Spagna (detentrice titolo) | 10.017       | 2       |
| Russia                     | 10.605       | 1       |
| Portogallo                 | 9.250        | 3       |

| Nazionale   | Coefficiente | Ranking |
| ----------- | ------------ | ------- |
| Italia      | 8.889        | 4       |
| Ucraina     | 7.944        | 5       |
| Azerbaigian | 7.544        | 6       |
| Kazakistan  | 6.333        | 8       |

| Nazionale | Coefficiente | Ranking |
| --------- | ------------ | ------- |
| Serbia    | 5.556        | 9       |
| Romania   | 4.278        | 12      |
| Polonia   | 2.056        | 19      |
| Francia   | 1.278        | 23      |

## Fase a gironi

### Girone A
| Squadra  | P.ti | G | V | N | P | GF | GS | DR |
| -------- | ---- | - | - | - | - | -- | -- | -- |
| Slovenia | 4    | 2 | 1 | 1 | 0 | 4  | 3  | +1 |
| Serbia   | 2    | 2 | 0 | 2 | 0 | 3  | 3  | 0  |
| Italia   | 1    | 2 | 0 | 1 | 1 | 2  | 3  | -1 |

| Arbitri: | Bogdan Sorescu Eduardo Coelho Alejandro Martinez Flores |

|                              |           |                             |
| Fetić 3'42'’ Vrhovec 14'20'’ | Marcatori | 17'03'’ Ramić 39'32'’ Tomić |

| Arbitri: | Marc Birkett Kamil Çetin Timo Onatsu |

|               |           |                 |
| Tomić 29'24'’ | Marcatori | 31'42'’ De Luca |

| Arbitri: | Juan Gallardo Alejandro Martinez Flores Cédric Pelissier |

|                |           |                           |
| Honorio 3'17'’ | Marcatori | 30'27'’, 38'55'’ Osredkar |

### Girone B
| Squadra    | P.ti | G | V | N | P | GF | GS | DR |
| ---------- | ---- | - | - | - | - | -- | -- | -- |
| Kazakistan | 4    | 2 | 1 | 1 | 0 | 6  | 2  | +4 |
| Russia     | 2    | 2 | 0 | 2 | 0 | 2  | 2  | 0  |
| Polonia    | 1    | 2 | 0 | 1 | 1 | 2  | 6  | -4 |

| Arbitri: | Timo Onatsu Cédric Pelissier Marc Birkett |

|                 |           |               |
| Čiškala 35'10'’ | Marcatori | 39'51'’ Kubik |

| Arbitri: | Alejandro Martinez Flores Juan Gallardo Bogdan Sorescu |

|                 |           |                                                                                              |
| Solecki 27'56'’ | Marcatori | 2'54'’ Taynan 8'56'’ Orazov 19'01'’ Jamanqulov 19'32'’ (t.l.) Pershin 36'41'’ Douglas Júnior |

| Arbitri: | Gábor Kovács Balázs Farkas Saša Tomić |

|                        |           |                |
| Douglas Júnior 23'25'’ | Marcatori | 1'45'’ É. Lima |

### Girone C
| Squadra    | P.ti | G | V | N | P | GF | GS | DR |
| ---------- | ---- | - | - | - | - | -- | -- | -- |
| Portogallo | 6    | 2 | 2 | 0 | 0 | 9  | 4  | +5 |
| Ucraina    | 3    | 2 | 1 | 0 | 1 | 6  | 7  | -1 |
| Romania    | 0    | 2 | 0 | 0 | 2 | 3  | 7  | -4 |

| Arbitri: | Saša Tomić Ondřej Černý Admir Zahovič |

|                                                                  |           |                |
| Cary 3'48'’ Cecílio 18'46'’ Ricardinho 35'29'’ B. Coelho 37'00'’ | Marcatori | 33'21'’ Stoica |

| Arbitri: | Admir Zahovič Vladimir Kadykov Balázs Farkas |

|                                |           |                                                    |
| Valadares 4'57'’ Ignat 10'33'’ | Marcatori | 19'27'’ Korolyshyn 27'50'’ Pediash 39'41'’ Šoturma |

| Arbitri: | Cédric Pelissier Timo Onatsu Gábor Kovács |

|                                                      |           |                                                                               |
| Razuvanov 28'00'’ Korolyshyn 31'59'’ Šoturma 39'44'’ | Marcatori | 2'18'’ B. Coelho 12'22'’ Brito 33'13'’ Cary 35'30'’ Miguel 36'16'’ Ricardinho |

### Girone D
| Squadra     | P.ti | G | V | N | P | GF | GS | DR |
| ----------- | ---- | - | - | - | - | -- | -- | -- |
| Spagna      | 4    | 2 | 1 | 1 | 0 | 5  | 4  | +1 |
| Azerbaigian | 3    | 2 | 1 | 0 | 1 | 5  | 4  | +1 |
| Francia     | 1    | 2 | 0 | 1 | 1 | 7  | 9  | -2 |

| Arbitri: | Balázs Farkas Gábor Kovács Angelo Galante |

|                                                                     |           |                                                                      |
| Fernández 10'37'’ Aigoun 19'30'’ (aut.) Solano 26'48'’ Bebe 37'42'’ | Marcatori | 8'37'’ Mohammed 16'20'’ Alla 20'13'’ Mouhoudine 26'13'’ (aut.) Ortiz |

| Arbitri: | Angelo Galante Alessandro Malfer Ondřej Černý |

|                                                   |           |                                                                  |
| N'Gala 6'59'’ Mohammed 20'05'’ Mouhoudine 39'33'’ | Marcatori | 2'26'’, 22'02'’, 23'30'’ Bolinha 28'56'’ Cardoso 37'09'’ Eduardo |

| Arbitri: | Vladimir Kadykov Admir Zahovič Alessandro Malfer |

|  |           |              |
|  | Marcatori | 13'21'’ Pola |

## Fase a eliminazione diretta
|  | Quarti di finale           | Quarti di finale           |                             |            | Semifinali                | Semifinali                |  |  | Finale                      | Finale |
|  |                            |                            |                             |            |                           |                           |  |  |                             |        |
|  | 5 febbraio - Arena Stožice |                            |                             |            |                           |                           |  |  |                             |        |
|  |                            |                            |                             |            |                           |                           |  |  |                             |        |
|  | Slovenia                   | 0                          |                             |            |                           |                           |  |  |                             |        |
|  | Slovenia                   | 0                          | 8 febbraio - Arena Stožice  |            |                           |                           |  |  |                             |        |
|  | Russia                     | 2                          |                             |            |                           |                           |  |  |                             |        |
|  | Russia                     | 2                          | Russia                      | 2          |                           |                           |  |  |                             |        |
|  | 6 febbraio - Arena Stožice |                            | Russia                      | 2          |                           |                           |  |  |                             |        |
|  |                            | Portogallo                 | 3                           |            |                           |                           |  |  |                             |        |
|  | Portogallo                 | Portogallo                 | 3                           | 8          |                           |                           |  |  |                             |        |
|  | Portogallo                 |                            | 10 febbraio - Arena Stožice | 8          |                           |                           |  |  |                             |        |
|  | Azerbaigian                | 1                          |                             |            |                           |                           |  |  |                             |        |
|  | Azerbaigian                | 1                          | Portogallo (dts)            | 3          |                           |                           |  |  |                             |        |
|  | 5 febbraio - Arena Stožice |                            | Portogallo (dts)            | 3          |                           |                           |  |  |                             |        |
|  |                            | Spagna                     | 2                           |            |                           |                           |  |  |                             |        |
|  | Serbia                     | Spagna                     | 2                           | 1          |                           |                           |  |  |                             |        |
|  | Serbia                     | 8 febbraio - Arena Stožice |                             | 1          |                           |                           |  |  |                             |        |
|  | Kazakistan                 | 3                          |                             |            |                           |                           |  |  |                             |        |
|  | Kazakistan                 | 3                          | Kazakistan                  | 5 (1)      | Finale per il terzo posto | Finale per il terzo posto |  |  |                             |        |
|  | 6 febbraio - Arena Stožice |                            | Kazakistan                  | 5 (1)      | Finale per il terzo posto | Finale per il terzo posto |  |  |                             |        |
|  |                            | Spagna (dtr)               | 5 (3)                       |            |                           |                           |  |  |                             |        |
|  | Ucraina                    | Spagna (dtr)               | 5 (3)                       | 0          | Russia                    | 1                         |  |  |                             |        |
|  | Ucraina                    |                            |                             | 0          | Russia                    | 1                         |  |  |                             |        |
|  | Spagna                     | 1                          |                             | Kazakistan | 0                         |                           |  |  |                             |        |
|  | Spagna                     | 1                          |                             |            | 0                         |                           |  |  |                             |        |
|  |                            |                            |                             |            |                           |                           |  |  | 10 febbraio - Arena Stožice |        |
|  |                            |                            |                             |            |                           |                           |  |  |                             |        |

### Quarti di finale
| Arbitri: | Kamil Çetin Marc Birkett Vladimir Kadykov |

|                  |           |                                                         |
| Rajčević 35'24'’ | Marcatori | 6'07'’ Jamanqulov 22'17'’ Taynan 39'37'’ Douglas Júnior |

| Arbitri: | Eduardo Coelho Bogdan Sorescu Juan Gallardo |

|  |           |                                 |
|  | Marcatori | 26'12'’ É. Lima 39'36'’ Robinho |

| Arbitri: | Ondřej Černý Saša Tomić Kamil Çetin |

|                                                                                                   |           |                |
| Cary 2'05'’, 5'43'’ Varela 9'40'’ Ricardinho 10'31'’, 19'32'’, 25'31'’, 31'15'’ B. Coelho 24'09'’ | Marcatori | 0'54'’ Cardoso |

| Arbitri: | Alessandro Malfer Angelo Galante Eduardo Coelho |

|  |           |              |
|  | Marcatori | 17'02'’ Pola |

### Semifinali
| Arbitri: | Gábor Kovács Balázs Farkas Juan José Cordero Gallardo |

|                         |           |                                              |
| É. Lima 3'12'’, 39'11'’ | Marcatori | 30'03'’, 35'44'’ A. Coelho 39'04'’ B. Coelho |

| Arbitri: | Bogdan Sorescu Alessandro Malfer Ondřej Černý |

|                                                                                      |                      |                                                                                         |
| Taynan 7'04'’ Higuita 24'14'’ Taku 24'59'’ Douglas Júnior 38'41'’ Jamanqulov 47'33'’ | Marcatori            | 15'34'’ (aut.) Yesenamanov 18'42'’ Tolrà 28'08'’ Joselito 33'01'’ Pola 42'27'’ Miguelín |
| Taynan Pershin                                                                       | Tiri di rigore 1 – 3 | Miguelín Ortiz Lin                                                                      |

### Finale 3º posto
| Arbitri: | Juan José Cordero Gallardo Alejandro Martinez Flores Bogdan Sorescu |

|                 |           |  |
| É. Lima 28'51'’ | Marcatori |  |

### Finale
| Arbitri: | Ondřej Černý Saša Tomić Alessandro Malfer |

|                                                     |           |                           |
| Ricardinho 0'59'’ B. Coelho 38'18'’, 49'05'’ (t.l.) | Marcatori | 18'54'’ Tolrà 31'36'’ Lin |

## Campione
PORTOGALLO
(1º titolo)

## Classifica marcatori
Solo i goal segnati nella fase finale del torneo sono conteggiati.
7 goal
- Ricardinho

6 goal
- Bruno Coelho

5 goal
- Éder Lima

4 goal
- Douglas Júnior
- Pedro Cary

3 goal
- Bolinha
- Taynan
- Serik Jamanqulov
- Pola

2 goal
- Éverton Cardoso
- Abdessamad Mohammed
- Souheil Mouhoudine
- André Coelho
- Dragan Tomić
- Igor Osredkar
- Marc Tolrà
- Taras Korolyshyn
- Petro Šoturma

1 goal
- Eduardo Borges
- Samir Alla
- Landry N'Gala
- Massimo De Luca
- Humberto Honorio
- Higuita
- Birjan Orazov
- Mikhail Pershin
- Pavel Taku
- Michał Kubik
- Dominik Solecki
- Tiago Brito
- Fábio Cecílio
- Nílson Miguel
- Pany Varela
- Florin Ignat
- Dumitru Stoica
- Sávio Valadares
- Ivan Čiškala
- Robinho
- Slobodan Rajčević
- Denis Ramić
- Alen Fetić
- Gašper Vrhovec
- Adolfo Fernández
- Bebe
- Joselito
- Lin
- Miguelín
- Francisco Solano
- Oleksandr Pediash
- Volodymyr Razuvanov

1 autogoal
- Azdine Aigoun (vs. Spagna)
- Chingiz Yesenamanov (vs. Spagna)
- Carlos Ortiz (vs. Francia)

## Premi
| Premio                       | Giocatore    |
| ---------------------------- | ------------ |
| Miglior giocatore del torneo | Ricardinho   |
| Scarpa d'oro                 | Ricardinho   |
| Scarpa d'argento             | Bruno Coelho |
| Scarpa di bronzo             | Éder Lima    |

## Arbitri
| Nazione     | Arbitro                   |
| ----------- | ------------------------- |
| Croazia     | Saša Tomić                |
| Rep. Ceca   | Ondřej Černý              |
| Inghilterra | Marc Birkett              |
| Finlandia   | Timo Onatsu               |
| Francia     | Cédric Pelissier          |
| Ungheria    | Balázs Farkas             |
| Ungheria    | Gábor Kovács              |
| Italia      | Angelo Galante            |
| Italia      | Alessandro Malfer         |
| Portogallo  | Eduardo Coelho            |
| Romania     | Bogdan Sorescu            |
| Russia      | Vladimir Kadykov          |
| Slovenia    | Admir Zahovič             |
| Spagna      | Juan Gallardo             |
| Spagna      | Alejandro Martínez Flores |
| Turchia     | Kamil Çetin               |

## Classifica finale
| Pos. | Squadra     |
| ---- | ----------- |
|      | Portogallo  |
|      | Spagna      |
|      | Russia      |
| 4    | Kazakistan  |
| 5    | Slovenia    |
| 5    | Ucraina     |
| 5    | Azerbaigian |
| 5    | Serbia      |
| 9    | Italia      |
| 9    | Francia     |
| 9    | Polonia     |
| 9    | Romania     |